# Arabskriktrast
Arabskriktrast (Argya squamiceps) är en fågel i familjen fnittertrastar inom ordningen tättingar.

## Utseende och läte

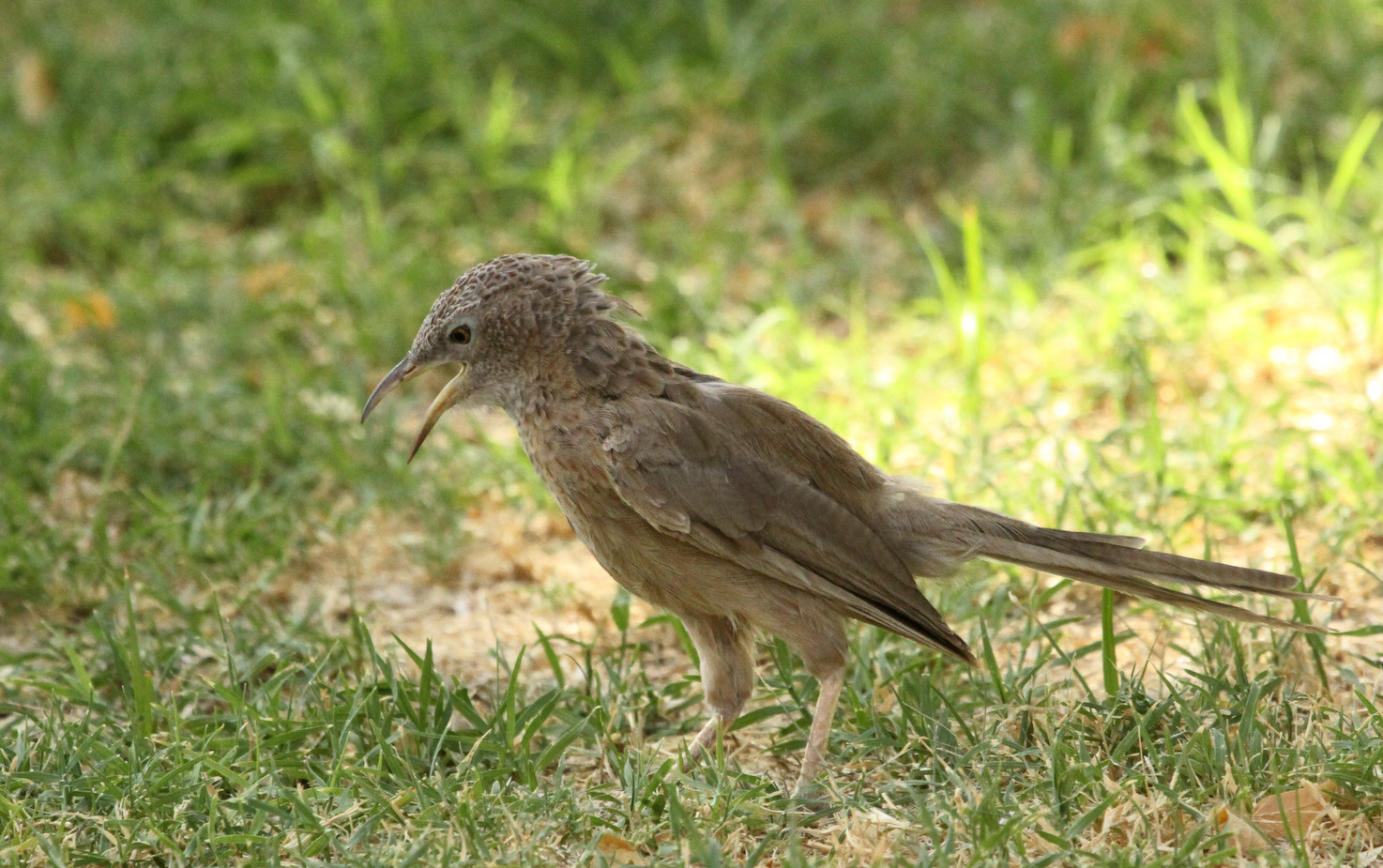
Arabskriktrast fotograferad vid Al Ain, Abu Dhabi, Förenade arabemiraten.

Arabskriktrasten är 26–29 centimeter lång, har ett vingspann på 31-33,5 centimeter och en vikt på 64-83 gram. Den har en ganska lång krökt näbb, lång stjärt som den ofta håller rakt upp, rundade vingar och starka ben och fötter. Fjäderdräkten är gråbrun på ovansidan och blekare på undersidan. Arabskriktrasten har mörka fläckar på ryggen och halsen är vitaktig. Den har ett antal olika läten, däribland visslingar, drillar och tjattranden.

## Utbredning och biotop
Arabskriktrasten återfinns i de östra, södra och västra delarna av Arabiska halvön, och förekommer i Förenade arabemiraten, Oman, Jemen och västra Saudiarabien, men saknas i mitten och nordöstra delen av halvön. Utbredningen sträcker sig norrut till Jordanien, Israel och östra Sinaihalvön. Den lever i torr buskskog och savann och förekommer upp till 2800 meters höjd över havsnivån i Jemen.

### Släktestillhörighet
Arabskriktrast placeras traditionellt i släktet Turdoides. DNA-studier visar dock dels att skriktrastarna kan delas in i två grupper som skilde sig åt för hela tio miljoner år sedan, dels att även de afrikanska släktena Phyllanthus och Kupeornis är en del av komplexet. Idag delas därför vanligen Turdoides upp i två släkten, å ena sidan övervägande asiatiska och nordafrikanska arter i släktet Argya, däribland arabskriktrasten, å andra sidan övriga arter, alla förekommande i Afrika söder om Sahara, i Turdoides i begränsad mening men inkluderande Phyllanthus och Kupeornis.

## Ekologi
Arten födosöker mestadels på marken och har en mycket varierad kost som innefattar insekter, små ryggradsdjur, blad, bär och frön. Redet är stort, skålformat och byggs av gräs, kvistar och annat växtmaterial. Honan lägger tre till fem turkosa ägg. Ibland lägger mer än en hona ägg i samma rede. Äggen ruvas i 13 till 14 dagar och ungarna blir flygga efter omkring 14 dagar. Arabskriktrastar är mycket sociala fåglar som lever i territoriella flockar, som varierar i storlek från två till 22 fåglar. Vanligen häckar en dominant hanne och en hona och de andra flockmedlemmarna bistår med att ruva äggen och utfodra ungarna

### Social interaktion

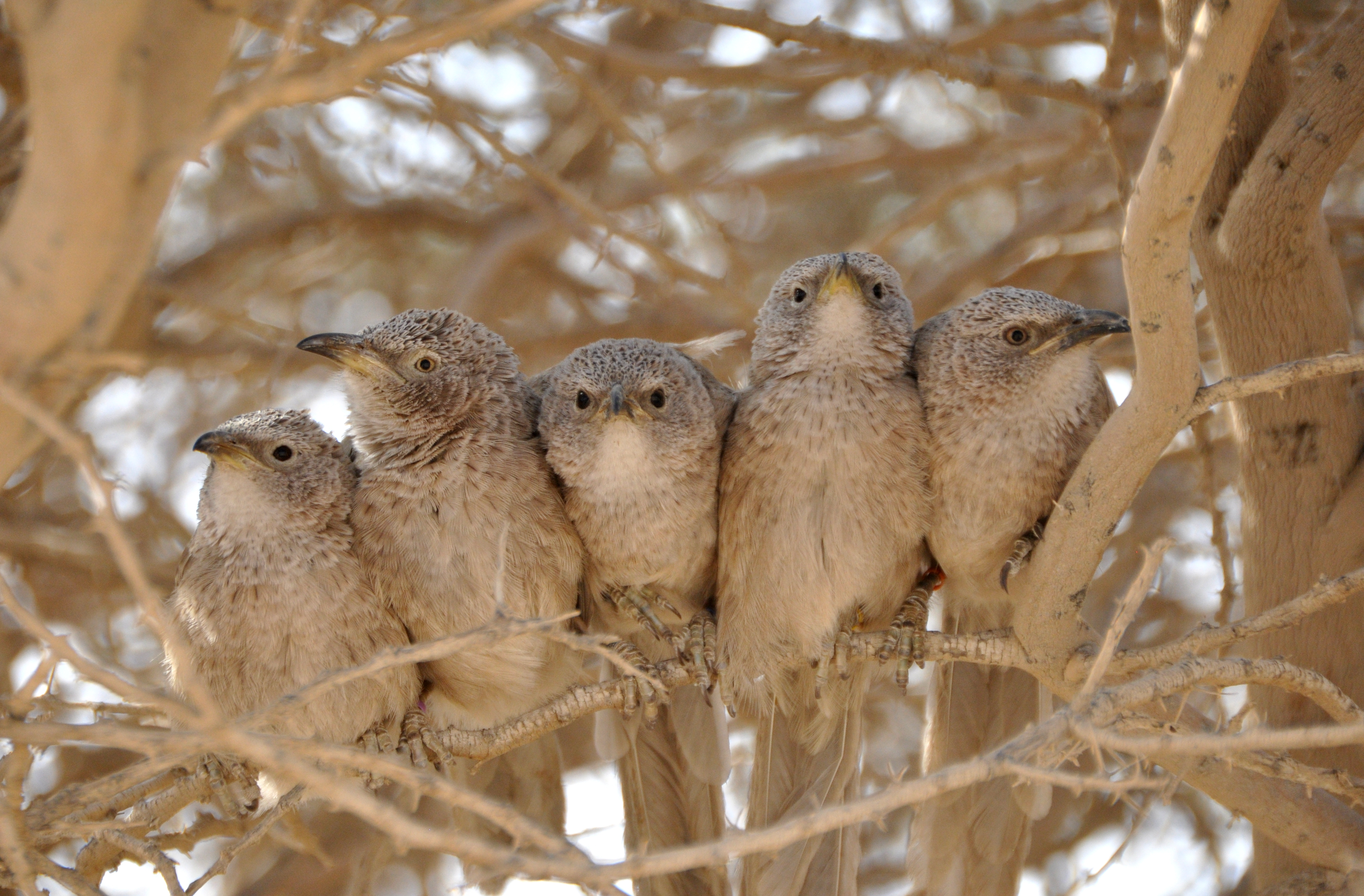

Arabskriktrastarna är sociala och utför ett antal interaktioner för att stärka de sociala banden inom flocken. Bland annat omfattar detta en sorts dans, de badar tillsammans, matar andras ungar, erbjuder varandra gåvor och putsning. Ibland hamnar de i konflikt över möjligheten att få hjälpa en annan individ, och vid konflikt kan de ge sin kontrahent föda. Detta beteende har gjort arten till ett viktigt exempel i etologiska teorier rörande altruism bland djur. 
Amotz Zahavi påbörjade en långvarig studie av arabskriktrasten under 1970-talet, vilket resulterade i hans signaleringsteori samt handikappsprincipen. Arabskriktrastar betraktades som ett särskilt altruistiskt djur, men Zahavi omtolkade deras beteenden i enlighet med sin teori om att detta gynnade arten evolutionärt. Zahavi menade bland annat att arabskriktrastars bistånd vid utfodring av andras ungar fungerar som en signal från hjälparen för att uppnå social status inom gruppen.

## Status och hot
Arten har ett stort utbredningsområde och en stor population, och tros öka i antal. Utifrån dessa kriterier kategoriserar internationella naturvårdsunionen IUCN arten som livskraftig (LC).